# شوهي إيكيدا
شوهي إيكيدا (باليابانية: 池田 昇平) (27 أبريل 1981 في شيزوكا في اليابان – )؛ هو لاعب كرة قدم ياباني سابق كان يلعب كمدافع.

## وصلات خارجية
- شوهي إيكيدا على موقع الاتحاد الدولي (مؤرشف)  (الإنجليزية)
- شوهي إيكيدا على موقع رابطة كرة القدم اليابانية للمحترفين (اليابانية)
- شوهي إيكيدا على موقع قاعدة بيانات كرة القدم.إي يو (الإنجليزية)
- شوهي إيكيدا على موقع Soccerway.com (الإنجليزية)
- شوهي إيكيدا على موقع عالم كرة القدم.نت (الإنجليزية)